# Любенович, Желько
Же́лько Любе́нович (серб. Жељко Љубеновић; род. 9 июля 1981, Белград) — югославский и сербский футболист, полузащитник.

## Биография
Выступал за молодёжные команды «Партизан» и ОФК. Профессиональную карьеру начал в ОФК. После играл за «Младост» (Лукичево) и «Младеновац». Он был одним из лучших игроков в Первой лиги Сербии и имел предложения из клубов «Вождовац», «Смедерево», «Чукарички» и также из клубов Южной Кореи и Гонконга. Но перешёл в «Пролетер» из Зренянина и стал основным игроком команды при тренере Жарко Солдо. В 2005 году выступал за «Хайдук» из Кулы.
Зимой 2006 года перешёл в криворожский «Кривбасс», подписав трёхлетний контракт. В чемпионате Украины дебютировал 12 марта 2006 года в матче против киевского «Арсенала» (1:2). По итогам сезона 2005/06 «Кривбасс» занял 14 место из 16 клубов Высшей лиги и походу сезона имел финансовые проблемы.
В июле 2006 года подписал контракт с симферопольской «Таврией». В команде в Высшей лиге дебютировал 5 ноября 2006 года в выездном матче против луганской «Зари» (1:0), Любенович вышел на 61 минуте вместо Вячеслава Вишневского. В сезоне 2006/07 «Таврия» дошла до полуфинала Кубка Украины, где проиграла донецкому «Шахтёру». После ухода бразильца Эдмара из «Таврии», Желько стал одним из лучших полузащитников и взял на себя лидерские функции в команде, также зачастую он исполняет штрафные удары.
В июне 2008 года, вслед за Марко Девичем, изъявил желание играть за национальную сборную Украины.
Летом 2008 года вместе с «Таврией» принял участие в Кубке Интертото. Первый гостевой матч против молдавского «Тирасполя» закончился ничьей (0:0). Во втором матче на стадионе «Локомотив» «Таврия» одержала победу (3:1), Любенович забил первый гол на 10 минуте в ворота Сергея Журика. В следующем раунде «Таврия» по итогам двух встреч уступила французскому «Ренну». Причём в ответном матче крымчане уступили по пенальти (9:10). В мае 2009 года продлил контракт с «Таврией» на 2 года. Любенович стал лучшим игроком «Таврии» первой половины сезона 2009/10 по итогам голосования официального сайта клуба. В зимнее межсезонье 2011/12, из-за конфликта с тренером Желько был вынужден уйти из «Таврии» в «Александрию», с которой подписал контракт на три месяца с возможностью продления на два года. Однако после вылета «Александрии» из Премьер-лиги Любенович стал свободным агентом. А вскоре подписал контракт с луганской «Зарей» на 2 года. За новый клуб дебютировал в матче 1 тура чемпионата Украины 2012/13 против запорожского «Металлурга». Матч окончился со счетом 2:0 в пользу луганчан.
В мае 2018 года Желько Любенович завершил футбольную карьеру.

## Тренерская статистика
| Команда | Страна  | Начало работы  | Окончание работы | Результаты | Результаты | Результаты | Результаты | Результаты |
| Команда | Страна  | Начало работы  | Окончание работы | И          | В          | Н          | П          | % побед    |
| ------- | ------- | -------------- | ---------------- | ---------- | ---------- | ---------- | ---------- | ---------- |
| Минай   | Украина | 18 ноября 2023 | 6 июня 2024      | 16         | 5          | 4          | 7          | 031,25     |
| Ингулец | Украина | 6 июня 2024    | 12 июня 2024     | 0          | 0          | 0          | 0          | —          |
| Минай   | Украина | 13 июня 2024   | 21 января 2025   | 18         | 6          | 4          | 8          | 033,33     |
| Ворскла | Украина | 24 июня 2025   | 10 июля 2025     | 0          | 0          | 0          | 0          | —          |
| Всего   | Всего   | Всего          | Всего            | 34         | 11         | 8          | 15         | 032,35     |

## Достижения
- Обладатель Кубка Украины: 2009/10
- Финалист Кубка Украины: 2015/16
- Бронзовый призёр: чемпионата Украины 2016/17
- Кандидат в члены бомбардирского Клуба Максима Шацких: 48 голов

## Личная жизнь
Женат, жену зовут Бояна, они вместе воспитывают дочь и жили в Симферополе. В 2012 году, после перехода в «Зарю», переехал с семьей в Луганск.